# Orthocosa semicincta
Orthocosa semicincta är en spindelart som först beskrevs av Ludwig Carl Christian Koch 1877.  Orthocosa semicincta ingår i släktet Orthocosa och familjen vargspindlar.
Artens utbredningsområde är Queensland. Inga underarter finns listade i Catalogue of Life.